# 그레이프프루트 주스

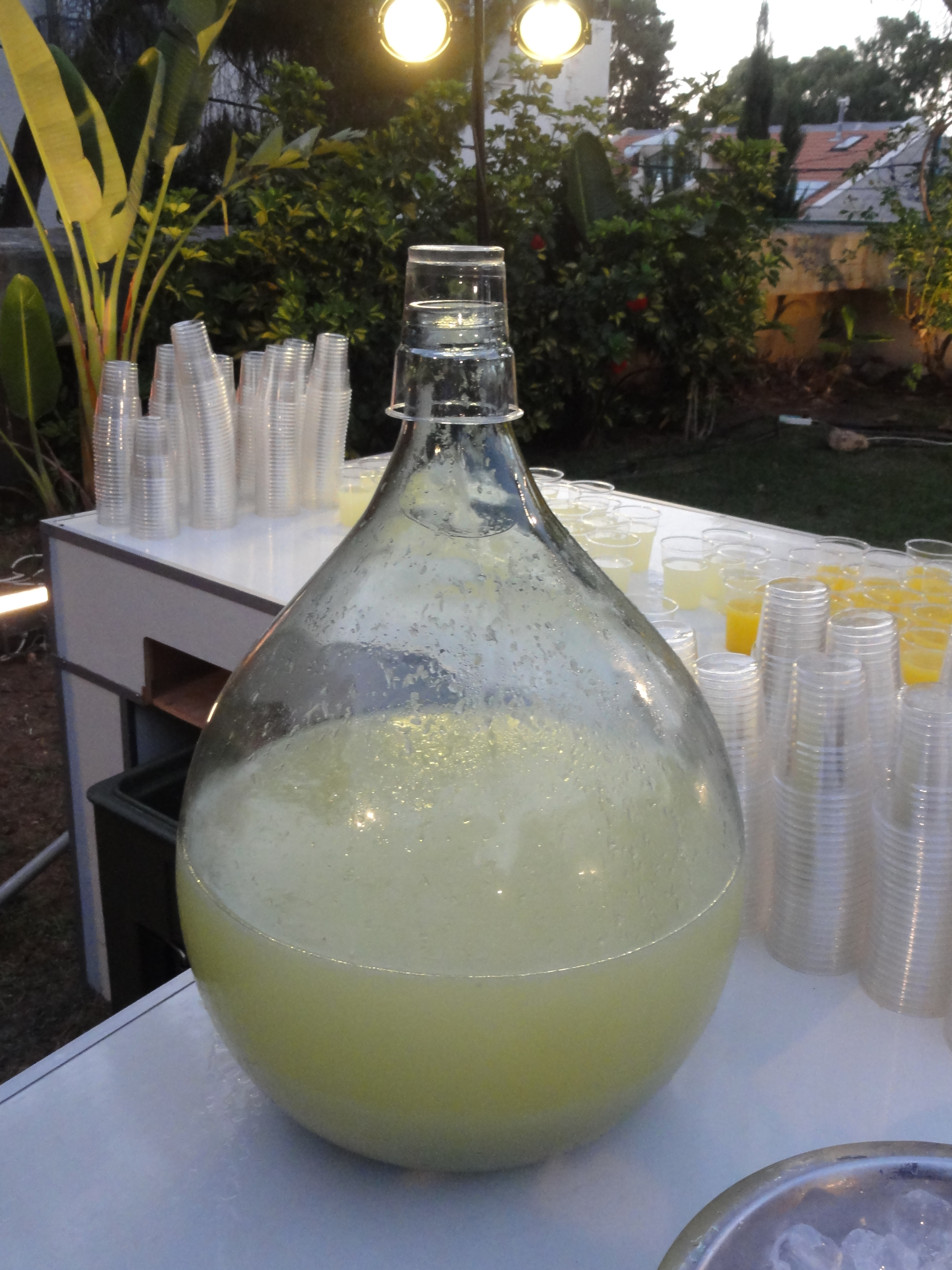
화이트 그레이프프루트 주스

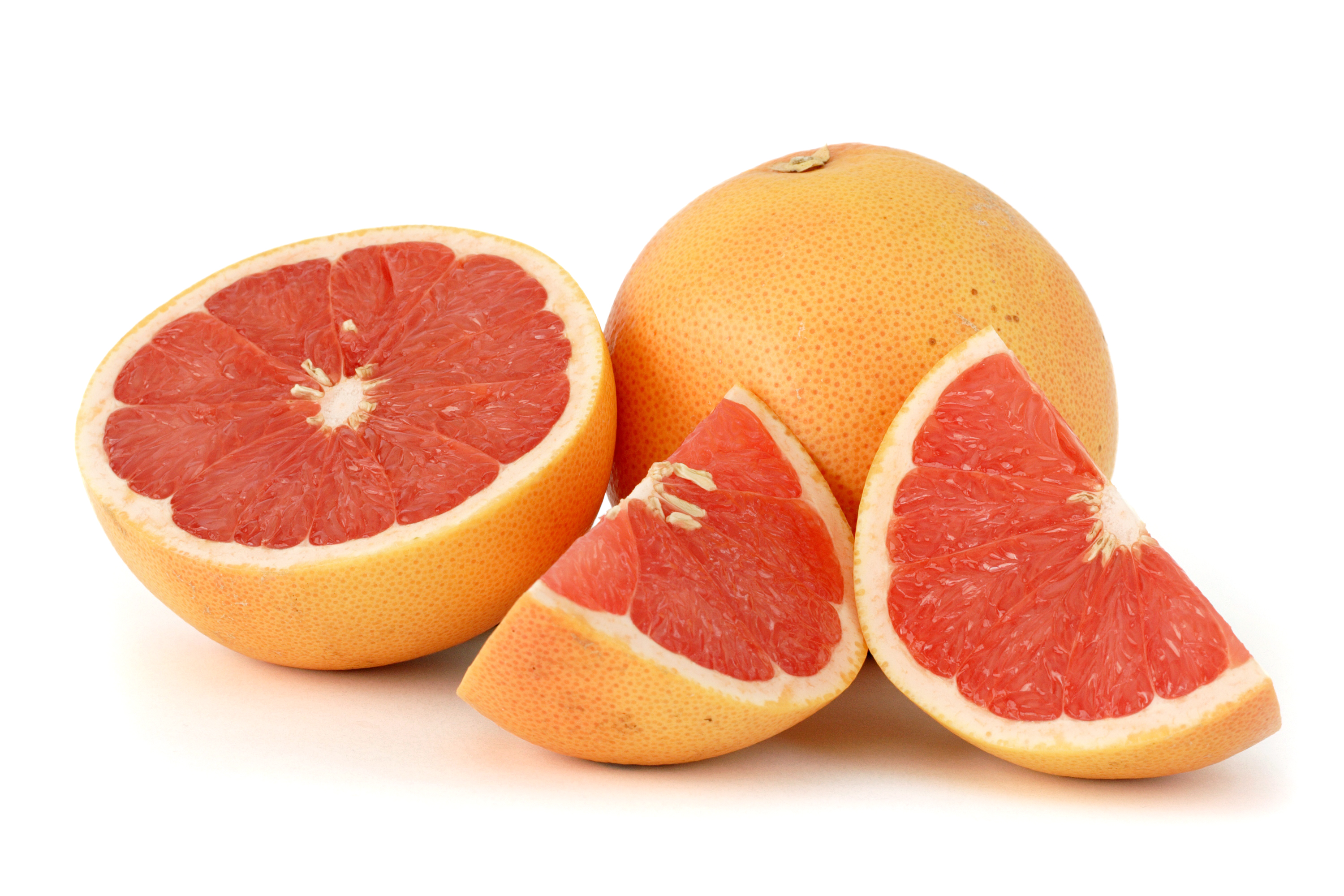
썰린 핑크 그레이프프루트

그레이프프루트 주스(Grapefruit juice)는 그레이프프루트로 만든 주스이다. 비타민 C가 풍부하며, 달콤하고 시큼한 맛부터 매우 신맛까지 다양하다. 변종으로는 화이트 그레이프프루트, 핑크 그레이프프루트, 루비 레드 그레이프프루트 주스가 있다.
그레이프프루트 주스는 카페인과 약물을 포함한 많은 일반적인 약물과 상호작용하여 체내 작용 방식에 영향을 미칠 수 있으므로 의학 분야에서 중요하다.
그레이프프루트 주스는 미국에서 흔한 아침 음료이다.

## 약물 상호작용
그레이프프루트와 그레이프프루트 주스는 수많은 약물과 상호작용하여 많은 경우 유해효과를 초래하는 것으로 밝혀졌다. 이는 두 가지 방식으로 발생한다. 하나는 그레이프프루트가 약물을 대사하는 효소를 차단할 수 있으며, 약물이 대사되지 않으면 혈중 약물 농도가 너무 높아져 유해효과로 이어질 수 있기 때문이다. 다른 효과는 그레이프프루트가 장에서 약물 흡수를 차단할 수 있으며, 약물이 흡수되지 않으면 치료 효과를 내기에는 혈중에 충분한 양이 존재하지 않기 때문이다.
그레이프프루트 한 개 전체 또는 그레이프프루트 주스 200 mL (6.8 US fl oz) 한 잔이 약물 과다 복용 독성을 유발할 수 있다. 그레이프프루트와 호환되지 않는 약물은 일반적으로 용기나 첨부 문서에 표시된다. 약물을 복용하는 사람들은 의료 서비스 제공자나 약사에게 그레이프프루트/약물 상호작용에 대해 질문할 수 있다.

## 칵테일에 사용
그레이프프루트 주스는 여러 칵테일에 사용된다. 예를 들어, 시 브리즈 (그레이프프루트 주스, 보드카, 크랜베리 주스로 구성됨); 솔티 독, 그레이프프루트 미모사, 그리고 그레이프프루트 라들러가 있다.

## 캐나다 규제
상업적으로 생산 및 판매되는 그레이프프루트 주스에 대한 캐나다 규정은 깨끗하고 잘 익은 그레이프프루트로 만들어야 하며, 설탕, 전화당, 덱스트로스, 포도당 고형분 및 벤조산, 아밀레이스, 셀룰레이스, 펙티네이스와 같은 2급 방부제를 포함할 수 있다는 것이다. 캐나다 기준에 따르면, 그레이프프루트 주스는 100 밀리리터 (3.5 imp fl oz; 3.4 US fl oz)당 1.15 밀리당량 이상의 유리 아미노산, 100 ml당 70 밀리그램 이상의 칼륨을 함유해야 하며, 총 폴리페놀 흡광도 값은 0.310 이상이어야 한다. 생산 과정에서 설탕, 전화당, 덱스트로스 또는 포도당 고형분을 첨가하기 전 주스의 설탕 함량은 브릭스 측정값으로 9.3 이상이어야 한다. 또한 무수 시트르산으로 중량 기준 0.7%에서 2.1%의 산을 포함해야 한다.

## 같이 보기
- 그레이프프루트 스푼
- 착즙기
- 주스 목록